# Altheim (Austria)
Altheim è un comune austriaco di 4 799 abitanti nel distretto di Braunau am Inn, in Alta Austria; ha lo status di città (Stadt).